# Pacte mondial Réseau France
Le Pacte mondial de l'ONU - Réseau France a été officiellement lancé au palais de l’Elysée en 2003 par le président de la République Française, Jacques Chirac, et le secrétaire Général des Nations unies, Kofi Annan. C'est le réseau local officiel du Pacte mondial des Nations unies (ou United Nations Global Compact) en France.  
Avec plus de 20 000 membres, basés dans 164 pays, et 70 réseaux locaux, le Pacte mondial des Nations unies est la plus grande initiative internationale de développement durable et de responsabilité sociétale des entreprises (RSE). Au 31 décembre 2024, l'initiative comptait 2287 participants français.
L’objet du Pacte mondial de l'ONU - Réseau France, relais local officiel du Pacte mondial des Nations unies et mandaté par l’ONU, est de rassembler des personnes morales, entreprises et organisations à but non lucratif françaises signataires du Pacte mondial des Nations unies, et d’en promouvoir les dix principes.
Pour ce faire, le Pacte mondial de l'ONU - Réseau France entend : 
- constituer un lieu d’échanges neutre et stimulant sur l’ensemble des questions de responsabilité sociétale des entreprises, en impliquant et en élargissant le réseau des entreprises signataires et en initiant des projets de partenariat entre elles et d’autres organisations ;
- associer les principes du Pacte mondial à la stratégie, à la culture et aux activités quotidiennes de ses adhérents. Le Pacte mondial Réseau France a la volonté de devenir l’acteur de référence, auprès des entreprises françaises, pour l’appropriation des objectifs de développement durable (ODD) des Nations unies[3].

Le Pacte mondial de l'ONU - Réseau France s'adresse aux grandes entreprises, aux établissements de taille intermédiaire, aux petites ou moyennes entreprises, aux très petites entreprises et aux organisations à but non lucratif. 
Toute l'actualité est disponible sur le site de Pacte mondial Réseau France .

## Engagement des entreprises
Les membres du Pacte mondial ont pris l'engagement de mettre en œuvre Dix principes universels et de communiquer annuellement sur les progrès réalisés, à travers un document rédigé à cet effet : la Communication sur le Progrès (CoP) ou la Communication sur l'Engagement (COE) pour les organisations à but non lucratif. Chaque nouvel adhérent du Pacte mondial s’engage à publier chaque année sa COP ou sa COE. Il s’agit avant tout pour les adhérents de pouvoir mesurer leur progression dans la mise en œuvre d’une politique RSE et la progression de leur engagement au niveau du Global Compact, via une procédure encadrée et accompagnée de reporting.
Le Global Compact est une initiative exclusivement volontaire. Il ne contrôle ni n’impose une quelconque conduite ou activités aux organisations participantes.

## Les dynamiques de travail
Le Pacte mondial de l’ONU – Réseau France propose à ses membres un ensemble d’outils et d’espaces d’échange pour renforcer leurs démarches RSE et progresser collectivement. 
Une offre structurée autour de quatre domaines thématiques : 
- Environnement : climat, biodiversité, océans, eau, circularité

- Gouvernance : lutte contre la corruption, intégrité

- Social : diversité, équité, inclusion, droits humains

- Transversal : enjeux propres aux PME, chaîne de valeur, jeunesse…

Des formats variés pour progresser à son rythme : 
- Les groupes de travail : espaces d’échange entre entreprises de tailles et de maturités variées, pour partager des bonnes pratiques, identifier des freins communs et enrichir sa propre démarche

- L’Académie : plateforme de formation en ligne accessible à tous les salariés

- Les ateliers de sensibilisation : pour acquérir les bases sur des sujets comme l’anticorruption, les ODD ou la RSE pour les PME

- Les Accélérateurs : parcours de plusieurs mois pour structurer sa démarche sur des sujets clés (climat avec SBTi, diversité via les Principes d’autonomisation des femmes, droits humains avec la diligence raisonnable…)

En 2025, plusieurs outils ouverts à tous sont venus enrichir cette offre, notamment le Parcours PME Durable et la plateforme Accélérons !, qui recense ressources, initiatives et acteurs pour accompagner la transformation durable des entreprises. 

## Gouvernance
Le réseau français du Pacte mondial de l’ONU agit en coordination avec le Global Compact Office (GCO) et l’équipe permanente qui a reçu un mandat de l’Assemblée générale des Nations unies pour coordonner l’activité quotidienne du Pacte mondial. Le réseau français repose sur une association d'intérêt général de droit français, dont l’Assemblée générale est constituée exclusivement des membres français du Pacte mondial. L’Assemblée générale élit un conseil d’administration qui définit les grandes orientations de l’association. Sur proposition du président, le conseil nomme le délégué général, qui assure l’animation, la gestion et la représentation du réseau français, avec les équipes opérationnelles. Le conseil d'administration de l'association est présidé depuis 2023 par Florent Menegaux, président du groupe Michelin.  
Anciens présidents : 
- Bertrand Colomb (2005-2009)

- Gérad Mestrallet (2009-2013)

- Jean-Pascal Tricoire (2013-2019)

- André Renaudin (2019-2023)

Secrétariat permanent
La direction de la structure est confiée à Nils Pedersen, comme délégué général depuis 2021.
Précédents délégués généraux : 
- Conrad Eckenschwiller (2003-2013)

- Pierre Mazeau (2013-2014)

- Charlotte Frérot (2015-2017)

- Fella Imalhayene (2017-2021)